# Дженджі Коен
Дженджі Леслі Кохан (нар. 5 липня 1969) — американський телевізійний сценарист і продюсер. Вона найбільш відома як творець і шоуранер комедійно-драматичного серіалу Showtime «Косяки» і комедійно-драматичного серіалу Netflix «Помаранчевий — хіт сезону». Вона отримала дев'ять номінацій на премію «Еммі», вигравши одну як продюсер комедійного серіалу «Tracey Takes On..»

## Раннє життя
Кохан народилася в єврейській сім'ї в Лос-Анджелесі, штат Каліфорнія. Вона наймолодша з трьох братів і сестер; двоє інших — близнюки Джоно та Девід. Велика частина сім'ї займається шоу-бізнесом:
- Батько Баз — телевізійний сценарист і продюсер, який отримав премію «Еммі», а також композитор.
- Мати Рея — телевізійна письменниця, прозаїк і іноді актриса.
- Брат Девід — телепродюсер, лауреат премії «Еммі».

Кохан каже, що її батько був «королем естрадного телебачення свого часу», сценаристом і продюсером «Оскарів» та інших естрадних шоу. Її мати була прозаїком.
Кохан виросла в Беверлі-Хіллз, штат Каліфорнія, і закінчила середню школу Беверлі-Хіллз у 1987 році. Спочатку вона відвідувала Університет Брандейса, а потім перевелася до Колумбійського університету на другому курсі, де закінчила англійську мову та літературу в 1991 році.

## Кар'єра
Першою роботою Кохана в індустрії була серіал «Свіжий принц з Бель-Ейр», з якої Кохан написав один епізод, і пізніше сказав, що це був «грубий вхід» у бізнес. Після серії сценаристів для таких шоу, як Mad About You, Tracey Takes On… і Friends, вона співпрацювала зі своїм братом, Девідом Коханом, над написанням стороннього сценарію для Will & Grace. Брати і сестри також працювали разом над ситкомом The Stones для CBS, який зрештою був невдалим. Вона обговорювала відмінності між своєю кар'єрою та кар'єрою свого брата, кажучи: «Девід вибрав великий, комерційний, смішний шлях; я завжди була трохи темнішою особисто, і не була приголомшливою в системі. Мені довелося пробиватися власним шляхом».

### Косяки
Кохан була творцем темного комедійно-драматичного телевізійного серіалу Showtime Weeds, який вона продюсувала як шоуранер і головний сценарист у своїй письменницькій студії Tilted Productions у Лос-Анджелесі, штат Каліфорнія, протягом усіх восьми сезонів.

### «Помаранчевий— хіт сезону»
Кохан створив комедійну драму Netflix «Помаранчевий — хіт сезону», адаптацію, на яку надихнули мемуари Пайпер Керман «Помаранчевий — хіт сезону»: мій рік у жіночій в'язниці" про її досвід у жіночій в'язниці мінімального режиму. Виконавчі обов'язки Кохан як шоуранера та головного сценариста полягають у веденні кімнати сценариста, яка розташована в її письменницькій студії Tilted Productions у Лос-Анджелесі, Каліфорнія. Основні зйомки відбуваються в Нью-Йорку.
Netflix, як модель потокового сервісу розповсюдження телевізійного та кіноконтенту, унікальна тим, що не надає інформації про рейтинги, тому Кохан не знає точних рейтингів для Orange Is the New Black, який характеризується як найпопулярніший оригінальний серіал на Netflix у новій моделі розповсюдження, де доступ до повних сезонів шоу можливий одночасно.

### Інші проєкти

#### Виробництво
Кохан має загальну угоду з Netflix. Зараз вона є виконавчим продюсером серіалу Netflix «Мисливці за головами-підлітки».

#### Театр Хейворт
Кохан володіє історичним театром Хейворт у Лос-Анджелесі. Один поверх використовується для виробництва, а два — для постпродакшну. Вона планує перетворити зал на майданчик для вистав.

## Особисте життя
У Кохана троє дітей. Старшим був її син Чарлі, який загинув у аварії на лижах 31 грудня 2019 року; середня дитина — її дочка Еліза, а молодша — син Оскар. Вони живуть у районі Лос-Феліз у Лос-Анджелесі. Кохан та її родина є практикуючими євреями реформатської конфесії.